# Dmitri Stepanowitsch Tschuwachin
Dmitri Stepanowitsch Tschuwachin (russisch Дмитрий Степанович Чувахин; * 1903; † 1997) war ein sowjetischer Botschafter.

## Leben
Dmitri Stepanowitsch Tschuwachin war Mitglied der KPdSU und studierte bis 1934 am Moskauer Institut für Bauingenieurwesen (heute Staatliche Universität für Bauwesen Moskau). Von 1936 bis 1938 studierte er am Moskauer Institut für Orientalistik (IVI). Von 1938 bis 1942 war er an der Auslandsvertretung der Sowjetunion in Washington, D.C. beschäftigt. Von 1942 bis 1945 war er Stellvertretender Direktor des Volkskommissariats für Auswärtiges, wie das Außenministerium bis 1946 bezeichnet wurde. 1945 war er Botschaftsrat in Belgrad.
Von 1945 bis 1952 war er Außerordentlichen Gesandter und bevollmächtigten Botschafter von Josef Stalin bei Enver Hoxha in Albanien. Von 1952 bis 1953 war er Stellvertretender Direktor der Abteilung Balkan, im sowjetischen Außenministerium. Von 1953 bis 1958 war er Außerordentlicher und bevollmächtigter Botschafter der Sowjetunion in Kanada. In seiner Amtszeit als Botschafter in Ottawa  existierte ein Plan zur Repatriierung von nahezu 3000 Duchoborzen in die Sowjetunion.
Von 1958 bis 1959 war er Stellvertretender Direktor der Abteilung Nordhalbkugel im sowjetischen Außenministerium. Von 1961 bis 1964 war er Stellvertretender Direktor der Abteilung Südostasien  im sowjetischen Außenministerium. 1964 war er Außerordentlicher und bevollmächtigter Botschafter in Sansibar.
Von 1964 bis 1967 war er Außerordentlicher und bevollmächtigter Botschafter der Sowjetunion in Israel. Nach dem Sechstagekrieg wurde er aus Israel abberufen. Von 1967 bis 1970 wurde er im sowjetischen Außenministerium beschäftigt.
| Vorgänger                     | Amt | Nachfolger                        |
| ----------------------------- | --- | --------------------------------- |
| Nikolai Iwanowitsch Scharonow | Sowjetischer Botschafter in Tirana Am 12. Dezember 1945 ernannt, vom 13. Januar 1946 bis März 1952 akkreditiert        | Klement Danilowitsch Ljowytschkin |
| Leonid Fjodorowitsch Teplow   | Sowjetischer Botschafter in Ottawa Am 26. August 1953 ernannt vom 26. Oktober 1953 bis Oktober 1958 akkreditiert       | Amazasp Owakimowitsch Arutjunjan  |
| —                             | Sowjetischer Botschafter in Sansibar-Stadt Am 22. Februar 1964 ernannt vom 23. März 1964 bis 15. Mai 1964 akkreditiert | —                                 |
| Michail Bodrow                | Sowjetischer Botschafter in Tel Aviv Am 15. Mai 1964 ernannt von 25. November bis 1967 akkreditiert                    | Alexander Bowin                   |